# دانيال ماشيك
دانيال ماشيك (مواليد 10 نوفمبر 1959) هو سبّاح تشيكوسلوفاكي، مثّل بلاده في الألعاب الأولمبية الصيفية 1980.

## روابط خارجية
دانيال ماشيك على موقع الاتحاد الدولي للسباحة (الإنجليزية)
- دانيال ماشيك على موقع أوليمبيديا (الإنجليزية)
- دانيال ماشيك على موقع اللجنة الأولمبية التشيكية (التشيكية)